# バッバ・トンプソン
レスリー・A・"バッバ"・トンプソン（Leslie A. "Bubba" Thompson、1998年6月9日 - ）は、アメリカ合衆国・フロリダ州ジャクソンビル出身の元プロ野球選手（外野手）・現フットボール選手。右投右打。MLBの最終所属はシンシナティ・レッズ傘下。フットボールの現所属はサウスアラバマ・ジャガーズ。

## 経歴（アマチュア時代）
高校時は野球とアメリカンフットボールの2つのスポーツの有望選手であり、テネシー大学とミシシッピー大学からフットボール選手としてのオファーも受けていた。
2017年のMLBドラフト1巡目（全体26位）でテキサス・レンジャーズから指名され、16日に契約を結んだ。

## 経歴（MLB時代）

### プロ入りとレンジャーズ時代
契約後はルーキー級アリゾナ・コンプレックスリーグ・レンジャーズでプレーし、30試合に出場して打率.257、3本塁打、12打点、5盗塁を記録した。

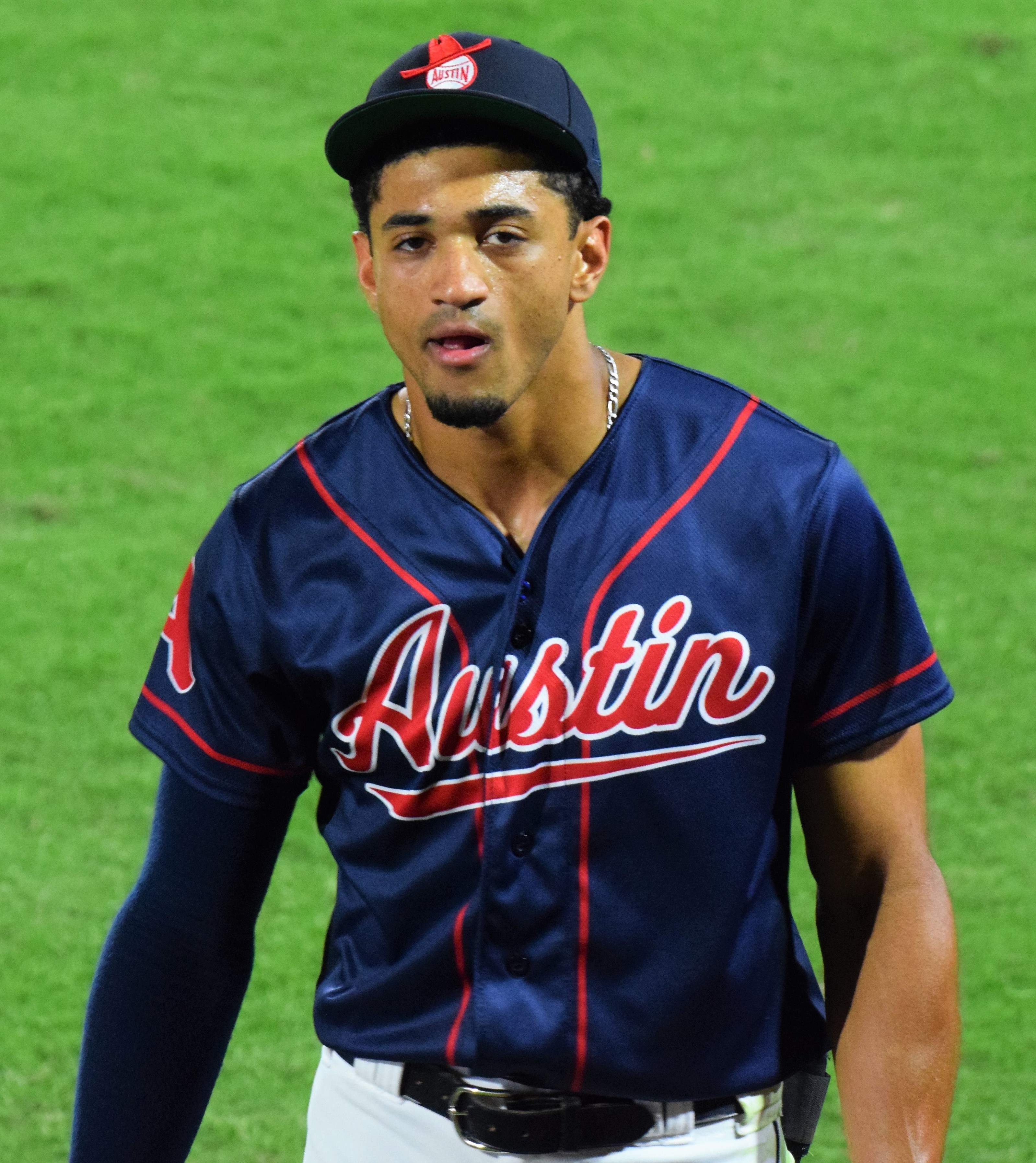
テキサス・レンジャーズ傘下時代（2022年）

2018年はA級ヒッコリー・クロウダッズでプレーし、84試合に出場して打率.289、8本塁打、42打点、32盗塁を記録した。
2019年はA+級ダウンイースト・ウッドダックスで開幕を迎えたが、 左手の有鈎骨を骨折したため、4月17日に負傷者リストに入った。この年は57試合に出場して打率.178、5本塁打、21打点、12盗塁を記録した。
2020年は新型コロナウイルスの感染拡大の影響でマイナーリーグのシーズンが中止となったため、公式戦の出場は無かった。
2021年はAA級フリスコ・ラフライダーズでプレーし、104試合に出場して打率.275、16本塁打、52打点、25盗塁を記録した。
2022年はAAA級ラウンドロック・エクスプレスで開幕を迎え、80試合に出場して打率.304、13本塁打、48打点、49盗塁という好成績を記録し、8月4日にメジャー契約を結んでアクティブ・ロースター入り。同日のシカゴ・ホワイトソックス戦に「9番・左翼手」でスタメン出場してメジャーデビューを果たした。8月30日のヒューストン・アストロズ戦ではフランバー・バルデスからメジャー初本塁打を放った。その後もシーズン終了までメジャーに定着し、55試合に出場して打率.265、1本塁打、9打点、18盗塁（成功率85.71%）という成績を挙げた。
2023年は37試合に出場したが、打率.170、4打点、4盗塁と結果を残せず、6月にはマイナーに降格。8月11日にはDFAとなった。

### ロイヤルズ傘下時代
2023年8月13日にウェイバー公示を経てカンザスシティ・ロイヤルズに移籍した。AAA級オマハ・ストームチェイサーズで33試合に出場し、打率.259、4本塁打、17打点、11盗塁を記録した。

### レッズ時代
2023年10月26日にウェイバー公示を経てシンシナティ・レッズに移籍したが、12月28日にDFAとなった。
2024年1月4日にウェイバー公示を経てニューヨーク・ヤンキースに移籍したが、19日にルーク・ウィーバーを再獲得したことに伴い、DFAとなった。
2024年1月24日にウェイバー公示を経てミネソタ・ツインズに移籍した。しかし、2月7日にDFAとなり、13日にウェイバーで再びレッズへ移籍した。開幕後は17試合に出場したが、18打数2安打（打率.111）、本塁打と打点は0という低調な成績に終わり、5月23日にDFAとなり、ウェーバー公示を経て5月25日にマイナー契約でAA級チャタヌーガ・ルックアウツに送られた。11月4日にFAとなった。

## 経歴（フットボール時代）
2025年1月13日、フットボール選手として転身し、サウスアラバマ・ジャガーズに入団した。

## 詳細情報

### 年度別打撃成績
| 年 度    | 球 団    | 試 合 | 打 席 | 打 数 | 得 点 | 安 打 | 二 塁 打 | 三 塁 打 | 本 塁 打 | 塁 打 | 打 点 | 盗 塁 | 盗 塁 死 | 犠 打 | 犠 飛 | 四 球 | 敬 遠 | 死 球 | 三 振 | 併 殺 打 | 打 率 | 出 塁 率 | 長 打 率 | O P S |
| -------- | -------- | ----- | ----- | ----- | ----- | ----- | -------- | -------- | -------- | ----- | ----- | ----- | -------- | ----- | ----- | ----- | ----- | ----- | ----- | -------- | ----- | -------- | -------- | ----- |
| 2022     | TEX      | 55    | 181   | 170   | 18    | 45    | 5        | 0        | 1        | 53    | 9     | 18    | 3        | 2     | 0     | 7     | 0     | 2     | 56    | 2        | .265  | .302     | .312     | .614  |
| 2023     | TEX      | 37    | 60    | 53    | 10    | 9     | 4        | 1        | 0        | 15    | 4     | 4     | 2        | 1     | 1     | 4     | 0     | 1     | 16    | 0        | .170  | .237     | .283     | .520  |
| 2024     | CIN      | 17    | 18    | 18    | 5     | 2     | 1        | 0        | 0        | 4     | 0     | 5     | 0        | 0     | 0     | 0     | 0     | 0     | 11    | 0        | .111  | .111     | .167     | .278  |
| MLB：3年 | MLB：3年 | 109   | 259   | 241   | 33    | 56    | 10       | 1        | 1        | 73    | 13    | 22    | 5        | 3     | 1     | 11    | 0     | 3     | 83    | 2        | .232  | .273     | .295     | .568  |

- 2024年度シーズン終了時

### 年度別守備成績
| 年 度 | 球 団 | 左翼（LF） | 左翼（LF） | 左翼（LF） | 左翼（LF） | 左翼（LF） | 左翼（LF） | 中堅（CF） | 中堅（CF） | 中堅（CF） | 中堅（CF） | 中堅（CF） | 中堅（CF） | 右翼（RF） | 右翼（RF） | 右翼（RF） | 右翼（RF） | 右翼（RF） | 右翼（RF） |
| 年 度 | 球 団 | 試 合      | 刺 殺      | 補 殺      | 失 策      | 併 殺      | 守 備 率   | 試 合      | 刺 殺      | 補 殺      | 失 策      | 併 殺      | 守 備 率   | 試 合      | 刺 殺      | 補 殺      | 失 策      | 併 殺      | 守 備 率   |
| ----- | ----- | ---------- | ---------- | ---------- | ---------- | ---------- | ---------- | ---------- | ---------- | ---------- | ---------- | ---------- | ---------- | ---------- | ---------- | ---------- | ---------- | ---------- | ---------- |
| 2022  | TEX   | 35         | 59         | 0          | 1          | 0          | .983       | 9          | 24         | 0          | 0          | 0          | 1.000      | 10         | 13         | 0          | 0          | 0          | 1.000      |
| 2023  | TEX   | 26         | 24         | 0          | 0          | 0          | 1.000      | 2          | 3          | 0          | 0          | 0          | 1.000      | 5          | 2          | 0          | 0          | 0          | 1.000      |
| 2024  | CIN   | -          | -          | -          | -          | -          | -          | 11         | 15         | 0          | 0          | 0          | 1.000      | -          | -          | -          | -          | -          | -          |
| MLB   | MLB   | 61         | 83         | 0          | 1          | 0          | .988       | 22         | 42         | 0          | 0          | 0          | 1.000      | 15         | 15         | 0          | 0          | 0          | 1.000      |

- 2024年度シーズン終了時

### 背番号
- 65（2022年）
- 8（2023年）
- 12（2024年）